# Ville de Fremantle Est
Pour les articles homonymes, voir Fremantle (homonymie).
La Ville de Fremantle Est (Town of East Fremantle en anglais) est une zone d'administration locale dans la banlieue de Perth en Australie-Occidentale en Australie à environ 17 kilomètres au sud-est du centre-ville. 
La zone a huit conseillers locaux et est découpée en quatre circonscriptions qui élisent chacune deux conseillers :
- Preston Point Ward,
- Richmond Ward,
- Plympton Ward,
- Woodside Ward.